# Rubenilson
Rubenilson Monteiro Ferreira, ou simplement Rubenilson, né le 8 juillet 1972 à São Luis au Brésil, est un footballeur brésilien, naturalisé belge par le biais du mariage, qui joue au poste de milieu offensif.

## Biographie
Passé par Flamengo, Rubenilson commence sa carrière professionnelle en Belgique en 1989 : Standard de Liège jusqu'en 1992, RWD Molenbeek jusqu'en 1994, Royal Antwerp FC jusqu'en 1996. En sept saisons, il dispute 106 matchs en championnat, pour 22 buts. En 1993, il est naturalisé belge et se trouve sélectionné en équipe nationale espoir.
À l'été 1996, il est recruté par l'OGC Nice, où il ne joue que 9 matchs (dont 4 comme titulaire) entre août et novembre, sans marquer,. Pendant l'hiver 1997, il part en Corée du Sud, à Cheonan Ilhwa Chunma. De Corée, il revient à deux reprises en Europe : en 1998-1999, à Bursaspor en Turquie, puis en 2000-2001 au RCS Visé en Belgique. 
En 2002, en fin de contrat, il revient en Europe et change de club tous les ans, en dépassant rarement la dizaine d'apparitions : l'Hapoël Petah-Tikvah en Israël, le CF Extremadura en Espagne, le FC Universitatea Craiova en Roumanie puis le RFC Liège en 2004-2005. Il termine sa carrière en 2006 après une dernière pige au KSK Renaix, en deuxième division belge,.
En 2009, il intègre l'équipe de Belgique de beach soccer dans le but de qualifier l'équipe pour la Coupe du monde de football de plage de 2011 qui a eu lieu en Italie.